# Saint-Pierre-de-Soucy
Saint-Pierre-de-Soucy is een gemeente in het Franse departement Savoie (regio Auvergne-Rhône-Alpes) en telt 376 inwoners (2004). De plaats maakt deel uit van het arrondissement Chambéry.

## Geografie
De oppervlakte van Saint-Pierre-de-Soucy bedraagt 9,0 km², de bevolkingsdichtheid is 41,8 inwoners per km².
De onderstaande kaart toont de ligging van Saint-Pierre-de-Soucy met de belangrijkste infrastructuur en aangrenzende gemeenten.

## Demografie
Onderstaande figuur toont het verloop van het inwonertal (bron: INSEE-tellingen).